# 博金斯基湖

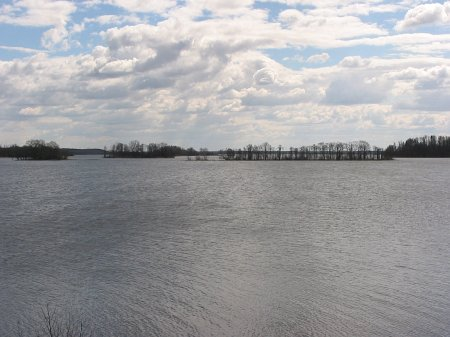
博金斯基湖

博金斯基湖（白俄羅斯語：Богінскае）是白俄羅斯的湖泊，由維捷布斯克州負責管轄，長9.1公里、寬2.9公里，面積13.2平方公里，集水區面積914平方公里，湖岸線長度32.2公里，平均水深4.7米，最大水深15米。